# Фуртванген им Шварцвалд
Фуртванген им Шварцвалд (њем. Furtwangen im Schwarzwald) град је у њемачкој савезној држави Баден-Виртемберг. Једно је од 20 општинских средишта округа Шварцвалд-Бар. Према процјени из 2010. у граду је живјело 9.375 становника. Посједује регионалну шифру (AGS) 8326017.

## Географски и демографски подаци
Фуртванген им Шварцвалд се налази у савезној држави Баден-Виртемберг у округу Шварцвалд-Бар. Град се налази на надморској висини од 850–1150 метара. Површина општине износи 82,6 km². У самом граду је, према процјени из 2010. године, живјело 9.375 становника. Просјечна густина становништва износи 114 становника/km².